# Robert James Waller
Robert James Waller (* 1. August 1939 in Rockford, Iowa; † 10. März 2017 in Fredericksburg, Texas) war ein US-amerikanischer Schriftsteller, der auch für seine Arbeit als Photograph und Musiker bekannt war.
Robert James Weller unterrichtete viele Jahre angewandte Mathematik und Betriebswissenschaften an der University of Northern Iowa, zuletzt fungierte er dort als Dekan. 1986 verließ er die Universität und wandte sich daraufhin künstlerischen Betätigungen zu. Gleich sein Debütroman The Bridges of Madison County, den er innerhalb von elf Tagen geschrieben haben soll, verkaufte sich millionenfach. Obgleich nur wenige Kritiker an Wallers Werken Gefallen fanden, erreichten im Anschluss noch weitere Bücher von ihm die New-York-Times-Bestseller-Liste.
Sein Liebesroman The Bridges of Madison County über die kurze, aber leidenschaftliche Affäre eines Fotografen mit einer verheirateten Hausfrau wurde 1995 als Die Brücken am Fluss von und mit Clint Eastwood verfilmt. Sein 1995 erschienener Roman Puerto Vallarta Squeeze wurde 2004 mit Scott Glenn, Harvey Keitel und Jonathan Brandis ebenfalls für die Leinwand adaptiert. Waller lebte längere Zeit in Cedar Falls, Iowa, zog aber in den 1990er-Jahren nach Texas. Er starb im März 2017 im Alter von 77 Jahren an einer Krebserkrankung.

## Werke
- 1988 Just Beyond the Firelight (Erzählungen und Essays)
- 1990 One Good Road is Enough (Essays)
- 1992 The Bridges of Madison County (Roman – UK-Titel auch: Love in Black and White)

→ Die Brücken am Fluss, dt. von Bernhard Schmid; München: Goldmann 1993. ISBN 3-442-30467-9
- 1993 The Ballads of Madison County (CD – 10 Songs, gesungen von Robert James Waller)
- 1993 Slow Waltz in Cedar Bend (Roman)

→ Die Liebenden von Cedar Bend, dt. von Bernhard Schmid; München: Goldmann 1996. ISBN 3-442-30476-8
- 1994 Old Songs in a New Café (frühe autobiographische Artikel und Essays)

→ Langsamer Walzer für Georgia Ann, dt. von Bernhard Schmid; München: Goldmann 1995. ISBN 3-442--43265-0
- 1994 Images (Photoband über Iowa mit 28 Photos von Waller)
- 1995 Border Music (Roman)

→ Der letzte Blues des Sommers, dt. von Karin Szpott; München: Goldmann 1997. ISBN 3-442-43773-3
- 1995 Puerto Vallarta Squeeze

→ Damals in Puerto Vallarta, dt. von Annette Meyer-Prien; München: Goldmann 1996. ISBN 3-442-30670-1
- 2002 A Thousand Country Roads: An Epilogue to The Bridges of Madison County (Roman)

→ Der Weg der Liebe, dt. von Bärbel und Velten Arnold; München Goldmann 2002. ISBN 3-442-45413-1
- 2005 High Plains Tango (Roman)

→ Ein Haus in der Prärie, dt. von Rainer Schmid; Augsburg: Weltbild 2007. ISBN 3-89897-239-9
- 2006 The Long Night of Winchell Dear (Roman)